# New Internationalist
Der New Internationalist (NI) ist ein monatlich erscheinendes, aktivistisches internationalistisches Magazin aus dem Vereinigten Königreich. 1973 gegründet, handelt es sich um das älteste aktivistische Magazin weltweit. NI gewann achtmal den Utne Independent Press Award für „Best International Coverage“. Das Magazin ist ein Kollektivbetrieb im Besitz seiner Angestellten mit strikten ethischen und ökologischen Regelungen.

## Eigendarstellung
Selbst beschreibt sich das Magazin als „existierend, um über die weltweite Armut und Ungerechtigkeit zu berichten; die Beziehung der Mächtigen und der Machtlosen in den Mittelpunkt zu rücken; um radikale Änderungen zu diskutieren; um die Grundbedürfnisse aller zu erfüllen und die Menschen, Kampagnen und Aktionen in den Mittelpunkt zu stellen, die für globale Gerechtigkeit kämpfen.“

## Geschichte
1973 wurde das Magazin als Betrieb seiner Mitarbeiter gegründet. 2010 startete der NI eine Initiative, um das Magazin attraktiver für jüngere Leser zu machen (to „get sexier“). Mehr Artikel bekannter Autoren werden seitdem abgedruckt, größere Fotos prägen das Layout, der Seitenumfang wurde um ein Drittel erweitert, die Homepage einem Relaunch unterworfen und eine neue Smartphone-App veröffentlicht.
Das Magazin hat Ableger in Australien, Neuseeland und Kanada.